# Kaislanen
Kaislanen, Kaislasenjärvi eller Kaislasenlampi är en sjö i Finland. Den ligger i kommunen Villmanstrand i landskapet Södra Karelen, i den södra delen av landet, 190 km nordost om huvudstaden Helsingfors. Kaislanen ligger 58,5 meter över havet. I omgivningarna runt Kaislanen växer i huvudsak blandskog. Arean är 1,03 kvadratkilometer och strandlinjen är 4,76 kilometer lång. Sjön  ingår i Hounijokis huvudavrinningsområde. 